# Угерске-Градиште (район)
Район Угерске-Градиште (чеш. Okres Uherské Hradiště) — один из 4 районов Злинского края Чехии. Административным центром является город Угерске-Градиште. Площадь составляет 991,37 км², население — 145 840 человек (плотность населения — 147,11 человек на 1 км²). Район состоит из 78 населённых пунктов, в том числе из 7 городов.

## Города
| Город            | Население |
| ---------------- | --------- |
| Угерске-Градиште | 25 943    |
| Угерски-Брод     | 17 189    |
| Старе-Место      | 6 925     |
| Куновице         | 5 568     |
| Бойковице        | 4 569     |
| Угерски-Острог   | 4 500     |
| Глук             | 4 440     |